# Kościół św. Ducha w Toruniu

Usytuowanie świątyni na planie Zespołu Staromiejskiego

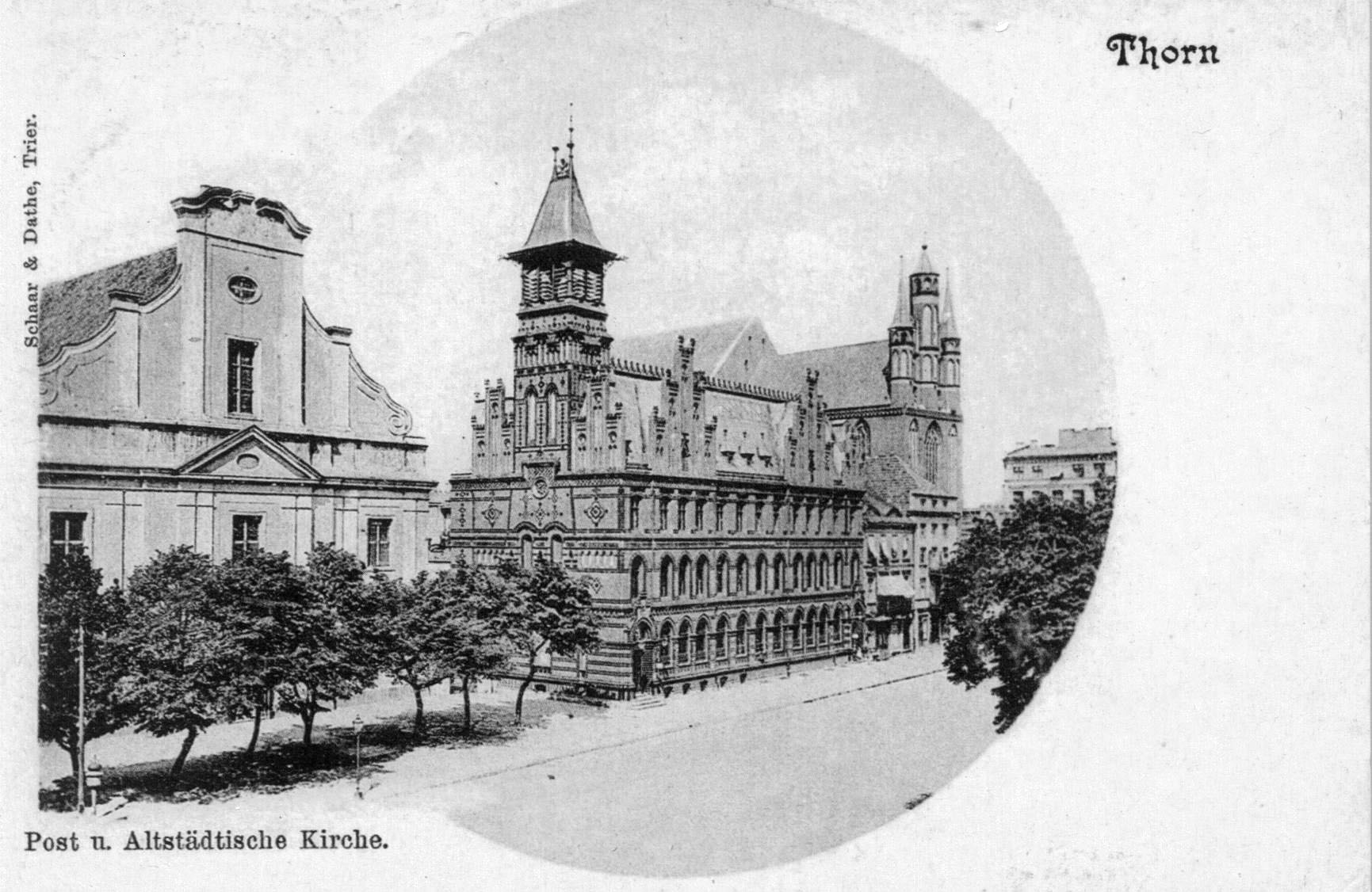
Ewangelicki kościół staromiejski (po lewej) sprzed budowy wieży

Kościół św. Ducha w Toruniu (kościół akademicki) – zabytkowa świątynia katolicka w jurysdykcji zakonu jezuitów w Toruniu. Do 1945 budynek służył jako kościół ewangelicko-unijny, po czym przeszedł w ręce zakonu jezuitów. Znajduje się na Rynku Staromiejskim 14.

## Historia
Potrzeba budowy nowej świątyni dla staromiejskiej gminy ewangelickiej w Toruniu zrodziła się w wyniku następstw rozruchów religijnych (znanych jako tumult toruński) między katolikami a protestantami, jakie wybuchły w mieście w lipcu 1724 roku. W ramach sankcji karnych gmina ewangelicka pozbawiona została swej głównej dotąd świątyni – dawnego kościoła franciszkańskiego pw. Najświętszej Marii Panny i nabożeństwa odprawiano w ciasnej sali Dworu Artusa.
Po zebraniu funduszy w kraju i za granicą, w tym na terenie Niemiec, dokąd w tym celu udał się osobiście senior duchowieństwa toruńskiego ks. Krzysztof Henryk Andrzej Geret Rada Miasta rozpisała konkurs na opracowanie projektu nowej świątyni, w wyniku którego w 1741 wybrano ostatecznie pracę drezdeńskiego architekta Andreasa Adama zwanego Bähr. Prace budowlane rozpoczęto dwa lata później, szybko jednak zostały one przerwane w wyniku niesprzyjającej sytuacji polityczno-społecznej, budowa świątyni poczęła bowiem budzić sprzeciw w szerszych kołach radykalnego obozu katolickiego – katolicy traktowali kwestię powstania nowej świątyni luterańskiej jako złamanie sankcji karnych nałożonych na Toruń po tumulcie. Na tej podstawie król August III 11 czerwca 1743 roku wydał zakaz budowy kościoła, bojąc się wybuchu nowych starć na tle religijnym. W 1754 królewską decyzją zezwolono na wykorzystanie istniejących już fundamentów świątyni, w celu wzniesienia domu modlitwy. Budynek ten nie mógł jednak przypominać kościoła, a jedynie skromną kamienicę mieszczańską. Jako że twórca poprzedniej koncepcji architektonicznej świątyni już nie żył, powstała potrzeba znalezienia nowego architekta. Został nim młody, wówczas 26-letni, budowniczy – pochodzący z Torunia Efraim Schroeger. Opracowany przez niego projekt zatwierdzono w 1755, już 18 lipca 1756 nastąpiło uroczyste poświęcenie kościoła. Pracami budowlanymi kierował August Konrad Hoffmann. Ponieważ w międzyczasie wyczerpały się fundusze, przeprowadzono kwestę w Gdańsku, Elblągu, Malborku i w Grudziądzu, a ponieważ nie wystarczała, na dwuletnią kwestę zagraniczną (w latach 1755–1757) do państw Europy Zachodniej udał się Samuel Luther Geret.
Oprócz nabożeństw w języku niemieckim, do 1797 odbywały się także polskie. W postaci bezwieżowego domu modlitwy budowla dotrwała do schyłku XIX w. Wprawdzie w 1856 powołano do życia Towarzystwo Budowy Wieży, jednak zbiórka szła dość opieszale i dopiero w 1891 Berlińskie Towarzystwo Architektów rozpisało konkurs, na którym wybrano neobarokowy projekt Hugona Hartunga i Carla Schäfera. Ostatecznie wieżę wzniesiono w latach 1897–1899 według projektu Hartunga.
Podczas II wojny światowej Niemcy planowali wyburzyć wieżę kościoła, w ramach prac nad budową Kulturhaus (Centrum Kultury).
W 1945 roku kościół zajął bez żadnego tytułu prawnego zakon jezuitów. Po zabezpieczeniu i częściowym uporządkowaniu zdewastowanej świątyni, 8 czerwca odbyło się poświęcenie kościoła. Tego samego dnia zmieniono wezwanie na Ducha Świętego. Dopiero w maju 1989 roku kościół wraz z budynkiem duszpasterstwa władze PRL przyznały kościół na własność jezuitom.
28 maja 2023 roku bp Wiesław Śmigiel dokonał poświęcenia kościoła św. Ducha Świętego.

## Wyposażenie
Kościół mieści szereg dzieł sztuki, m.in:
- ołtarz główny, zaprojektowany prawdopodobnie przez Efraima Schrögera i wykonany przez Jana Antoniego Langenhahna Starszego[18]
- dwa intarsjowane portale dębowe do zakrystii (1756)[19]
- ambonę z bogato dekorowanym baldachimem (1759)[20]
- obraz pt. Uciszenie Burzy na Jeziorze Genezaret, zdobiący podniebienie empory organowej, autorstwa J.S. Neudecka (1759)[21][18]
- zegar szafkowy z XVIII wieku[22]
- chrzcielnica marmurowa – obecnie kropielnica – wykonana 1689 dla kościoła Wniebowzięcia Najświętszej Marii Panny w Toruniu[23]
- późnobarokowe retabulum ołtarzowe, dawniej w zakrystii, być może z prowizorycznej kaplicy w Dworze Artusa[22]

Ponadto w kościele znajduje się neobarokowa mensa ołtarzowa z 1953.
Po przejęciu świątyni przez jezuitów w 1945 usunięto z kościoła epitafia burmistrzów Antoniego Gieringa, zm. w 1759, Christiana Klosmanna, zm. 1774, popiersie Jana Gotfryda Rösner oraz rozebrano empory w nawach bocznych. Zaginęły lub zostały zniszczone portrety pastorów, ewangelickie konfesjonały i płyty nagrobne przeniesione z cmentarza św. Jerzego.
Duża część wyposażenia kościoła uległa zniszczeniu podczas pożaru w maju 1989. Ogień strawił m.in.
- rokokowe organy (1756-1759), dzieło gdańskiego warsztatu Fryderyka Rudolfa Dalitza, znanego z budowy słynnych organów oliwskich, obecnie zrekonstruowane z wykorzystaniem zachowanych fragmentów rzeźb[28]
- malowidła ścienne (1952–1953) za ołtarzem głównym, autorstwa Jerzego Hoppena[29].